# Peucetia choprai
Peucetia choprai är en spindelart som beskrevs av Benoy Krishna Tikader 1965. Peucetia choprai ingår i släktet Peucetia och familjen lospindlar. Inga underarter finns listade i Catalogue of Life.